# Полуготови спагети
Полуготовите спагети обикновено имат форма на сух блок и се продават заедно с пакет подправки вътре в опаковката. Консумират се сварени (варенето трае около 4 минути), а съществуват също и готови спагети в чаша, които могат да се консумират направо от опаковката (съществуват предимно в Китай и Тайван).

## История
Полуготовите спагети са създадени от Момофуку Андо в Япония. Представени са за пръв път на 25 август 1958 г. от компанията на Андо, Nissin Foods, под името Chikin Ramen. Неговите изсушени спагети имат по-дълъг срок на годност дори и от замразените такива. Всяко блокче полуготови спагети е предварително овкусено. По това време те се считат за луксозна храна, тъй като японските хранителни магазини обикновено продават пресни спагети за една шеста от цената на полуготовите. Все пак, полуготовите спагети добиват огромна популярност, особено след като са рекламирани от Mitsubishi Corporation. Първоначално набират популярност в Източна, Южна и Югоизточна Азия, където в днешно време са здраво вкоренени в местните култури на тези региони, а след това се разпространяват из цял свят. Стремейки си към по-добро качество, производителите подобряват вкуса на полуготовите спагети, като добавят овкусяващ прах в отделно пакетче. През 1971 г. Nissin създава полуготовите спагети в чаша, към които може се добавя вряла вода, за да се сготвят. По-нататък са добавени изсушени зеленчуци в чашата, като така се създават по-завършена супа.
В днешно време, около 103 милиарда порции полуготови спагети се изяждат по света всяка година. Китай консумира 40 милиарда от тях (39% от световната консумация), Индонезия – 12 милиарда, Индия – 6 милиарда, Япония – 5,7 милиарда, а Виетнам – 5,2 милиарда. Сред държавите с най-голяма консумация на полуготови спагети на глава от населението са Южна Корея (74,6 порции), Виетнам (53,9 порции) и Непал (53 порции).
Според японско обществено проучване от 2000 г., японците вярват, че най-доброто им произведение за XX век са полуготовите спагети.

## По света
Полуготовите спагети се консумират във всяка страна по света и са една от най-консумираните храни в световен мащаб.
Всяка страна съчетава полуготовите спагети с традиционната си кухня.

### Европа
Във всички европейски държави се консумират полуготови спагети от всякакъв вид, които могат да се открият във всеки супермаркет.
Вносът се извършва предимно от Азия, но са регистрирани и местни производства на полуготови спагети в Европа.

### Азия
Китай е бързоразрастващ се пазар за полуготови спагети, като производството е съсредоточено върху по-качествен краен продукт. Доминиращи марки на китайския пазар са Ting Yi (康師傅) в Хонконг, Hwa-Long (華龍), Bai-xiang (白象).
Южна корея е най-големият консуматор на полуготови спагети в света. Доминиращи марки на пазара са Nong Shim company (хангъл:농심, ханджа:農心), която се внася и в България.
Полуготови спагети за първи път са били внесени в Северна Корея под формата на хранителна помощ от Южна Корея през 1990 г. През 2004 г. Южна Корея изпраща 600 хил. опаковки с полуготови спагети към северната си съседка. Местното производство на полуготови спагети в Пхенян започва през 2000 г. Доминиращи марки на Севернокорейския пазар са kkoburang kuksu и chŭksŏk kuksu. Спагетите са популярни сред жителите на Пхенян, които са част от елита и могат да си ги позволят.
Доминиращи марки на индонезийския пазар са Supermi, Indomie и Sarimi. Индонезийците предпочитат силно ароматизирани полуготови спагети. Обичайният аромат на индонезийските полуготови спагети е пиле къри, лук и пилешко, говеждо кюфтенце и пиле Soto (индонезийска традиционна супа). Индонезийските полуготови спагети се приготвят с традиционни индонезийски подправки.
Доминиращи марки на тайландския пазар са dindin, Wai Wai, Yum Yum, Tom yum (ต้มยำ), Thai President Food (ไทยเพรซิเดนท์ฟูดส์). Тайландците обогатяват полуготовите спагети с повече витамини и минерали и намаляват съдържанието на вредни, повишаващи холестерола, съставки в своето производство. Поради новата, по-здравословна форма на производство на полуготови спагети в Тайланд, те се препоръчват от диетолозите като здравословна храна.
Във Филипините полуготовите спагети се консумират обикновено с лук, чесън, ориз, суши. Консумират се като всяко от трите ястия за деня.

## Приготвяне
Най-популярният начин за приготвяне на полуготови спагети е рамен. Това представлява супа с червен пипер, който е една от основните подправки в корейската кухня, соев сос, оцет и други сосове и подправки, а също и зеленчуци. Може да се яде студен или топъл. В Азия се продава готов рамен в картонена кутия, който може да се яде направо от опаковката. Това прави този продукт много компактен и търсен в Азия и не само. В България и Европа се извършва внос на полуготови спагети рамен, като главни износителки са Китай и Южна Корея. В България има и местно производство на спагети, а южнокорейска компания се опитва да построи такива заводи в България. Проектите са в процес на изпълнение.

## Хранителна стойност
Полуготовите спагети често се критикуват като незадравословна храна или джънк фуд. Една порция от тях съдържа относително много въглехидрати и мазнини, но малко протеини, баластни вещества, витамини и макроелементи.
Хранителна стойност за 100 g полуготови спагети
- Енергийна 450 ccal
- Въглехидрати 65 g
- Мазнини 17 g
- 7,6 грама наситени
- Протеин 9 g
- Тиамин (витамин B1) 0,7 mg 54%
- Рибофлавин (витамин B2) 0,4 mg 27%
- Ниацин (витамин B3) 5,4 mg 36%
- Фолат (витамин B9) 147 μg 37%
- Желязо 4,3 mg 34%
- Калий 120 mg 3%
- Натриев хлорид (готварска сол) 1160 mg 77%